# ماتسودایرا تاداترو
ماتسودایرا تاداترو (به ژاپنی: 松平 忠輝)

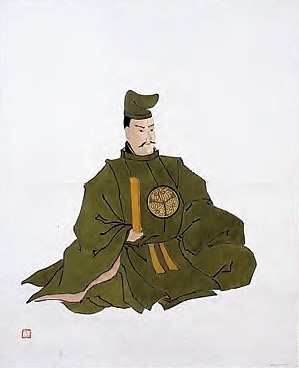
ماتسودایرا تاداترو، ششمین پسر توکوگاوا ایه‌یاسو

(۱۵۹۲ – ۱۶۸۳ میلادی) یک از دایمیو‌ها در اوایل دوره ادو در ژاپن و ششمین پسر توکوگاوا ایه‌یاسو بود. مادر او چاآنو تسوبونه نام داشت و یکی از زنان غیراصلی ایه‌یاسو بود. 